# Canal Saint-Georges
Cet article concerne le canal des îles Britanniques. Pour le canal séparant la Nouvelle-Irlande et la Nouvelle-Bretagne, en Papouasie-Nouvelle-Guinée, voir Canal Saint-Georges (Papouasie-Nouvelle-Guinée).
Le canal Saint-Georges (en anglais : Saint George's Channel ; en gallois : Sianel San Siôr ; en irlandais : Muir Bhreatan) est un détroit situé dans l'archipel des îles Britanniques, 

## Description
Long de 160 km et large de 81 à 145 km, il relie la mer d'Irlande (à laquelle  il appartient) au nord et la mer Celtique au sud, séparant ainsi l'Irlande, pays occupant la majeure partie de l'île du même nom, et le pays de Galles, nation constitutive du Royaume-Uni occupant l'ouest de la Grande-Bretagne.
Il est marqué, du côté irlandais, par la péninsule de Wicklow Head, dominée par le phare de Wicklow Head. Le détroit du canal Saint-Georges débute plus précisément à la pointe sud-est de l'Irlande par un cap, la pointe Carnsore, au nord duquel s'ouvre la baie de Rosslare où se jette la Slaney à Wexford. Côté britannique, il est délimité par le cap de St David's, au pays de Galles.
Le nom de ce détroit vient d'une légende du XIVe siècle selon laquelle saint Georges emprunta ce bras de mer à la fin de son périple entre la Turquie et la Grande-Bretagne.
Au XVIIIe siècle, il était aussi appelé « Manche de Saint-Georges ».